# Carlos Bonet
Carlos Bonet Cáceres (2 października 1977 w Lambaré) – piłkarz paragwajski grający na pozycji prawego obrońcy lub pomocnika.

## Kariera klubowa
Bonet wychował się w klubie Club Sol de América. W 1997 roku zadebiutował w jego barwach w paragwajskiej Primera División. W Sol de América występował przez dwa sezony, po czym w 1998 roku przeszedł do argentyńskiego drugoligowca Atlético Rafaela. Tam występował do końca 2001 roku i na początku 2002 powrócił do ojczyzny. Został zawodnikiem Club Libertad. Już w tym samym roku osiągnął swój pierwszy większy sukces w karierze, którym było wywalczenie mistrzostwa Paragwaju. Jako członek pierwszego składu przyczynił się także do zdobycia przez Libertad kolejnych tytułów mistrzowskich w latach 2003, 2006 i 2007. W 2006 roku dotarł do półfinału Copa Libertadores.
Latem 2007 Bonet wyjechał do Meksyku i podpisał kontrakt z tamtejszym Cruz Azul stając się czwartym obok Cristiana Riverosa, Pablo Zeballosa i Denisa Canizy Paragwajczykiem w zespole. W zespole zadebiutował w fazie Apertura Primera División.
| Sezon   | Klub                | Kraj      | Rozgrywki        | Mecze | Bramki |
| ------- | ------------------- | --------- | ---------------- | ----- | ------ |
| 1997    | Club Sol de América | Paragwaj  | Primera División | ?     | ?      |
| 1998    | Club Sol de América | Paragwaj  | Primera División | ?     | ?      |
| 1998/99 | Atlético Rafaela    | Argentyna | Primera B        | ?     | ?      |
| 1999/00 | Atlético Rafaela    | Argentyna | Primera B        | ?     | ?      |
| 2000/01 | Atlético Rafaela    | Argentyna | Primera B        | ?     | ?      |
| 2001/02 | Atlético Rafaela    | Argentyna | Primera B        | 23    | 2      |
| 2002    | Club Libertad       | Paragwaj  | Primera División | 32    | 2      |
| 2003    | Club Libertad       | Paragwaj  | Primera División | 27    | 0      |
| 2004    | Club Libertad       | Paragwaj  | Primera División | 7     | 0      |
| 2005    | Club Libertad       | Paragwaj  | Primera División | 26    | 3      |
| 2006    | Club Libertad       | Paragwaj  | Primera División | 26    | 4      |
| 2007    | Club Libertad       | Paragwaj  | Primera División | 6     | 0      |
| 2007/08 | Cruz Azul           | Meksyk    | Primera División |       |        |

## Kariera reprezentacyjna
W reprezentacji Paragwaju Bonet zadebiutował 26 marca 2002 roku zremisowanym 1:1 towarzyskim spotkaniu z Nigerią. W 2002 roku znalazł się w kadrze Paragwaju na Mistrzostwa Świata 2002, na których zagrał jedynie w 1/8 finału z Niemcami (0:1). Natomiast w 2006 roku został powołany przez Aníbala Ruiza do kadry na Mistrzostwa Świata w Niemczech. Tam wystąpił we dwóch spotkaniach: z Anglią (0:1) i ze Szwecją (0:1). W 2007 roku wystąpił na Copa América 2007 (1/4 finału).